# Ásgeir Sigurvinsson
Ásgeir « Sigi » Sigurvinsson, né le 8 mai 1955 aux îles Vestmann au sud de l'Islande, est un entraîneur et ancien joueur de football islandais.

## Biographie
Un des premiers footballeurs islandais à avoir joué à l'étranger, Sigurvinsson a joué en Belgique au Standard de Liège à partir de 1973, où, après huit saisons, il gagne son premier trophée majeur en 1981, la coupe de Belgique. Il quitte le club belge pour le Bayern de Munich, mais pour une période de seulement une saison.
Il rejoint le VfB Stuttgart et va y rester pendant huit saisons, sa plus grande performance étant le titre de champion d'Allemagne en 1984. Il totalise 45 sélections en équipe d'Islande. 
Il prend sa retraite en 1990 puis occupera le poste d'entraineur du Fram Reykjavik entre avril et novembre 1993.
Sigurvinsson a ensuite été directeur technique national auprès de la Fédération d'Islande de football, puis sélectionneur national entre 2003 et 2005.
En novembre 2003, pour célébrer les 50 ans de l'UEFA, la Fédération d'Islande de football a élu Sigurvinsson meilleur joueur islandais de ces 50 dernières années.

## Clubs
- 1972 - 1973 : ÍBV Vestmannaeyjar, Islande
- 1973 - 1981 : Standard de Liège, Belgique
- 1981 - 1982 : Bayern Munich, Allemagne
- 1982 - 1990 : VfB Stuttgart, Allemagne

## Palmarès
- Vainqueur de la Coupe de la Ligue Pro 1975 avec le Standard de Liège.
- Vainqueur de la Coupe de Belgique avec le Standard de Liège en 1981.
- Champion d'Allemagne avec le VfB Stuttgart en 1984.

## Statistiques
- Championnat

|         |                    |           | Championnat | Championnat |
| Saison  | Club               | Pays      | Matchs      | Buts        |
| ------- | ------------------ | --------- | ----------- | ----------- |
| 1972-73 | ÍBV Vestmannaeyjar | Islande   | -           | -           |
| 1973-81 | Standard Liège     | Belgique  | 250         | 57          |
| 1981-82 | Bayern München     | Allemagne | 17          | 1           |
| 1982-90 | VfB Stuttgart      | Allemagne | 194         | 38          |

- Coupe d'Europe
  - 60 matchs en Coupe d'Europe et 12 buts.

- Équipe d'Islande
  - 45 matchs en sélection nationale (1972-1989) et 5 buts.